# Gribskov (općina)
Gribskov je općina u danskoj regiji Hovedstaden.

## Zemljopis
Općina se nalazi u sjevernom dijelu otoka Zelanda, sjeverno od glavnog grada Danske Kopenhagena, prositire se na 280 km2.

## Stanovništvo
Prema podacima o broju stanovnika iz 2010. godine općina je imala 40.694 stanovnika, dok je prosječna gustoća naseljenosti 145,34 stan/km2. Središte općine je grad Helsinge.

### Naselja
| Veća naselja u općini |                        |                    |
| Br.                   | Naselje                | Stanovnika (2010.) |
| 1.                    | Helsinge               | 7.264              |
| 2.                    | Gilleleje              | 6.465              |
| 3.                    | Græsted                | 3.385              |
| 4.                    | Dronningmølle-Munkerup | 1.748              |
| 5.                    | Ramløse                | 1.653              |
| 6.                    | Tisvilde               | 1.524              |
| 7.                    | Annisse Nord           | 1.417              |
| 8.                    | Smidstrup              | 1.289              |
| 9.                    | Udsholt Strand         | 1.201              |
| 10.                   | Blistrup               | 1.129              |

## Vanjske poveznice
- Službena stranica općine